# Richard Eybner

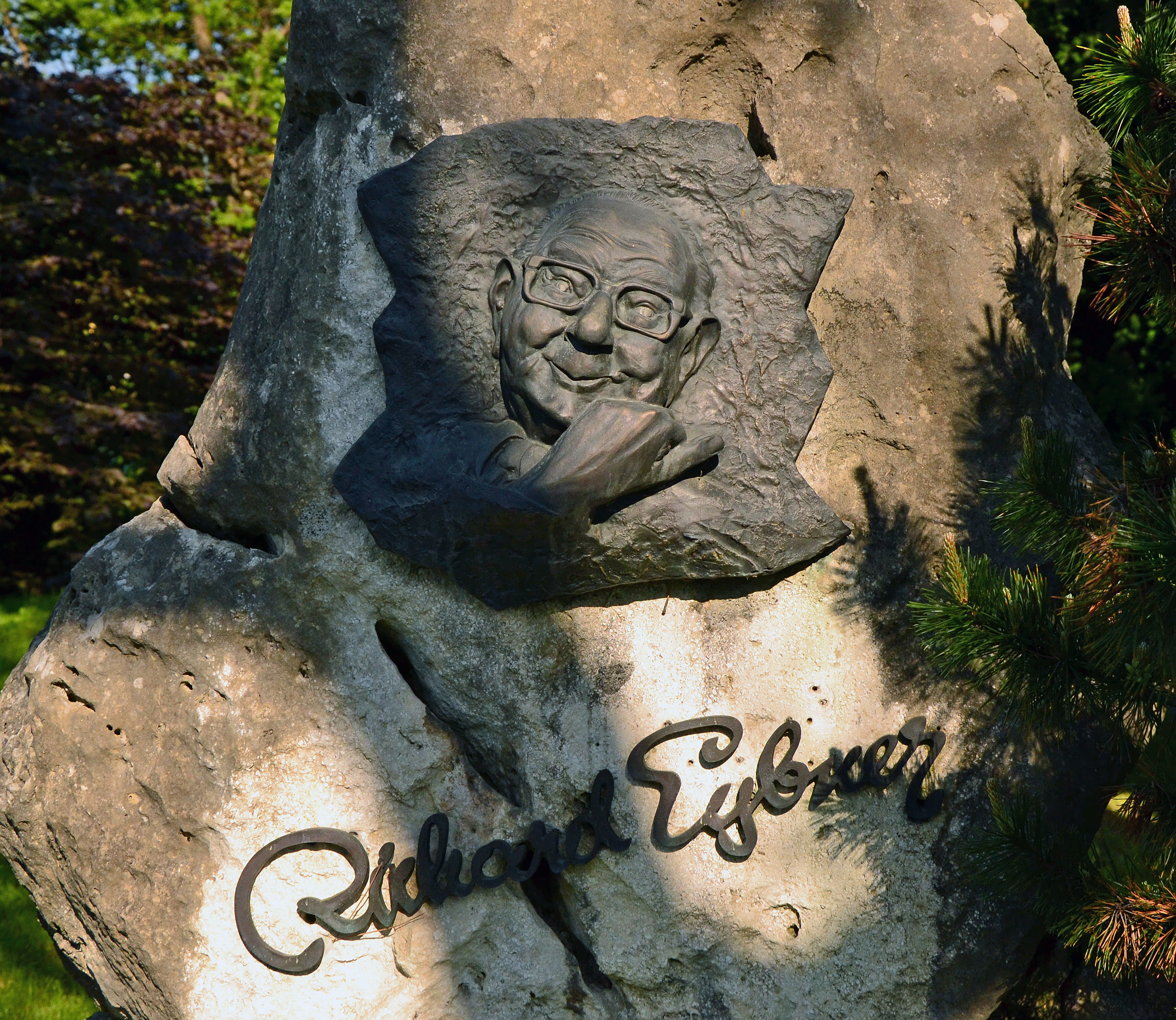
Richard-Eybner-Denkmal

Richard Eybner (* 17. März 1896 in St. Pölten; † 20. Juni 1986 in Wien) war ein österreichischer Schauspieler und Operettensänger (Bariton).

## Leben
Eybner stammte aus bürgerlichen Verhältnissen und war Sohn des Postmeisters und 18. Bürgermeisters von St. Pölten Otto Eybner (1856–1917) und Leopoldine Eybner, geborene Pittner, Schwester des Hoteliers Franz Pittner. Er besuchte die Handelsakademie in Wien und wurde anschließend zum Kriegsdienst im Ersten Weltkrieg eingezogen. 1915 bis 1920 befand er sich in Kriegsgefangenschaft, danach arbeitete er als Bankbeamter und Fremdenführer. Etwa in dieser Zeit trat er auch dem internationalen Männerbund „Schlaraffia“ bei. Nebenbei versuchte er sich als Schauspieler und gab 1926 sein Debüt an der Turnvereinsbühne Korneuburg. Nach der Ablegung der Artistenprüfung 1927 wirkte er als Kabarettist, der an den Wiener Kabaretts Femina, Colosseum und Simpl auftrat. Schließlich gastierte er bei Veranstaltungen in ganz Österreich, dazu in Deutschland, der Schweiz und der Tschechoslowakei.
1929 entschied sich Eybner endgültig für den Schauspielerberuf und absolvierte bis 1930 den ersten Jahrgang des Max-Reinhardt-Seminares. Anschließend war er unter der Regie von Max Reinhardt am Schönbrunner Schlosstheater in Shakespeares Was ihr wollt zu sehen. 1930 trat er erstmals bei den Salzburger Festspielen als „Dünner Vetter“ im Jedermann auf.
Von 1931 bis zu seinem Tode gehörte Richard Eybner zum Ensemble des Wiener Burgtheaters, hier brillierte er vor allem in Stücken von Johann Nestroy und Ferdinand Raimund. 1931 gab er auch sein Filmdebüt. Abgesehen von seiner Tätigkeit am Burgtheater gastierte Eybner unter anderem am Deutschen Theater in Berlin (1930), an der Wiener Staatsoper (ab 1934), an der Volksoper (ab 1947) und am Theater an der Wien (ab 1948), dazu an den Bregenzer Festspielen und den Salzburger Festspielen. Besonders erfolgreich war er ab 1948 als „Frosch“ in der Operette Die Fledermaus oder als „Enterich“ in Der Bettelstudent.
Eybner trat nach eigenen Angaben am 30. Mai 1933 der NSDAP bei, beantragte aber tatsächlich erst am 12. März 1940 die Aufnahme in die Partei und wurde zum 1. April desselben Jahres aufgenommen (Mitgliedsnummer 9.017.259). Er bediente sich nach dem „Anschluss“ stets seiner besten Beziehungen zu nationalsozialistischen Kreisen und trat auch bei parteipolitischen Veranstaltungen auf, wie etwa der Ausstellung „Unser Heer“ im Mai 1944. Dieser Aspekt in Eybners Biographie wurde nach dem Krieg nicht thematisiert, obwohl Eybner nach dem Ende des Zweiten Weltkriegs im Mai 1945 bis 1946 vom Burgtheater suspendiert wurde. Zudem stand Eybner 1944 in der Gottbegnadeten-Liste des Reichsministeriums für Volksaufklärung und Propaganda.

In meist kleineren Rollen spielte er in der Nachkriegszeit einer großen Zahl von Filmen mit, ob als Professor in Hallo Dienstmann (1952), als Diener in Die Deutschmeister (1955) oder als Postmeister von Ischl in Sissi (1955). Besondere Erfolge feierte er als Vortragender von Mundartgedichten österreichischer Lyriker wie Josef Weinheber, Georg Strnadt oder H.C. Artmann.

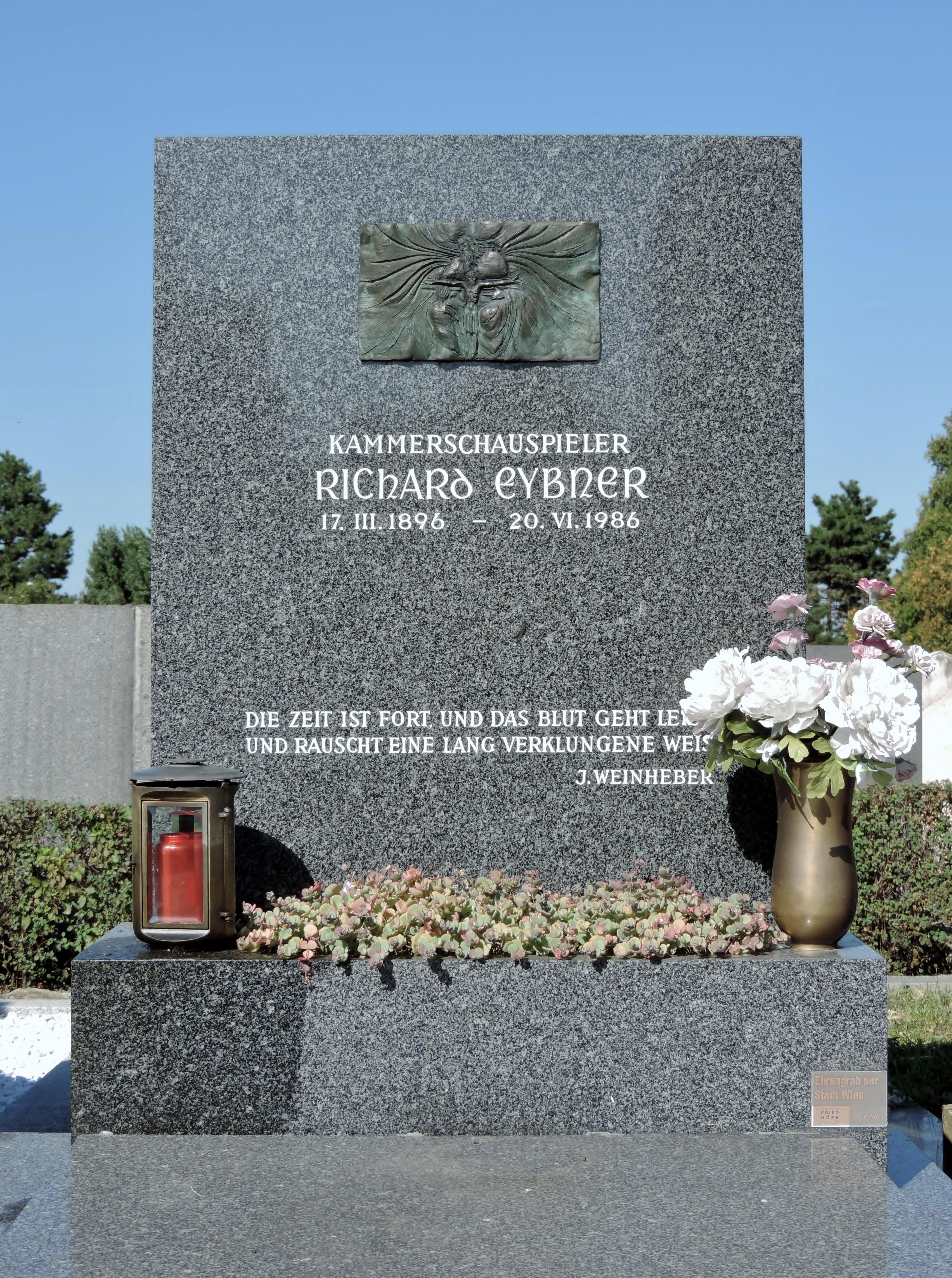
Grabstätte von Richard Eybner

Der Kammerschauspieler und spätere Professor Richard Eybner erhielt 1966 die Ehrenmedaille der Bundeshauptstadt Wien in Silber.  war Ehrenmitglied im Rotary Club Krems-Wachau und 1975 bis 1980 Präsident des Klubs der Katzenfreunde Österreichs KKÖ. 1986 veröffentlichte er seine Memoiren unter dem Titel Ich möcht so leben können wie ich leb.
Richard Eybner wurde 1972 vom Burgtheater pensioniert, jedoch von Direktor Achim Benning wieder ans Haus geholt und wirkte bis zu seinem Tod 1986 als Schauspieler. Sein 90. Geburtstag wurde mit einer Festvorstellung von Nestroys Freiheit in Krähwinkel gefeiert.
In den letzten Lebensjahren litt Eybner an einer Netzhautablösung und war fast vollkommen blind, trotzdem jedoch noch sehr agil. Beispielsweise besuchte er noch in seinem Todesjahr den Wiener Opernball. Er starb am 20. Juni 1986 im Alter von 90 Jahren in Wien und wurde in einem ehrenhalber gewidmeten Grab auf dem Döblinger Friedhof in Wien (Gruppe 33, Reihe 2, Nummer 31) bestattet.
Seit 1971 engagierte sich Eybner gegen Atomkraft in Österreich, er war Teilnehmer der von Walther Soyka und seiner Familie organisierten „Ersten Sternfahrt“ gegen den Bau des Atomkraftwerks Zwentendorf. Eybner gehört damit zu den Begründern des europäischen Widerstands gegen die friedliche Nutzung der Atomenergie. Ebyner war Freimaurer. In der Oberneulander Freimaurerloge „Zum Aufgehenden Licht“ und im Internationalen Freimaurer-Museum Oberneuland wird Richard Eybners Lebensleistung als Atomkraftgegner gedacht.
Zu seinen Ehren gibt es im Wiener Gemeindebezirk Döbling in der Nähe seines ehemaligen Wohnsitzes den Richard-Eybner-Park (Ecke Silbergasse/Billrothstraße). In Bad Aussee in der Steiermark wurde dem jahrzehntelangen Sommergast Eybner, welcher zudem mit einer Ausseerin verheiratet war, die Richard Eybner-Promenade gewidmet. Er war zudem Ehrenbürger der Gemeinde.

## Auszeichnungen und Ehrungen
- Kammerschauspieler
- Professor
- Richard-Eybner-Park in Wien-Döbling
- Richard Eybner-Promenade in Bad Aussee
- Ehrenbürger von Bad Aussee
- 1966: Ehrenmedaille der Bundeshauptstadt Wien
- 1969: Jakob-Prandtauer-Preis für Wissenschaft und Kunst der Stadt St. Pölten
- 1985: Großes Silbernes Ehrenzeichen für Verdienste um die Republik Österreich[8]

## Filmografie
- 1931: Purpur und Waschblau
- 1931: Die große Liebe
- 1933: Wenn du jung bist, gehört dir die Welt
- 1934: Frühjahrsparade
- 1934: Peter, das Mädchen von der Tankstelle (Peter)
- 1935: Kleine Mutti
- 1935: Tanzmusik
- 1935: Es flüstert die Liebe
- 1936: Der Postillon von Lonjumeau
- 1936: Unsterbliche Melodien
- 1936: Fräulein Lilli
- 1936: Hannerl und ihre Liebhaber
- 1936: Lumpacivagabundus
- 1937: Premiere
- 1937: Sein letztes Modell
- 1938: Die unruhigen Mädchen (Finale)
- 1938: Ihr Leibhusar
- 1938: 13 Stühle
- 1939: Grenzfeuer
- 1939: Ich bin Sebastian Ott
- 1940: Der liebe Augustin
- 1941: Dreimal Hochzeit
- 1941: Wir bitten zum Tanz
- 1942: Wen die Götter lieben
- 1943: Zwei glückliche Menschen
- 1943: Die kluge Marianne
- 1943: Der weiße Traum
- 1943: Reisebekanntschaft
- 1944/47: Liebe nach Noten
- 1944/48: Ein Mann gehört ins Haus
- 1944/49: Wie ein Dieb in der Nacht
- 1948: The Mozart Story
- 1949: Eroica
- 1949: Märchen vom Glück
- 1949: Höllische Liebe
- 1950: Der Seelenbräu
- 1950: Kind der Donau
- 1951: Der Fünfminutenvater
- 1951: Wien tanzt
- 1951: Das Herz einer Frau
- 1951: Valentins Sündenfall
- 1951: Zwei in einem Auto
- 1952: Hallo Dienstmann
- 1952: Saison in Salzburg
- 1952: Seesterne
- 1953: Pünktchen und Anton
- 1953: Franz Schubert – Ein Leben in zwei Sätzen
- 1954: Der Färber und sein Zwillingsbruder (TV)
- 1954: Schicksal am Lenkrad
- 1954: Wiener Herzen (Der Komödiant von Wien)
- 1955: Drei Männer im Schnee
- 1955: Die Deutschmeister
- 1955: Die Wirtin zur Goldenen Krone
- 1955: Sissi
- 1956: …und wer küßt mich? (Ein Herz und eine Seele)
- 1956: Einen Jux will er sich machen (TV)
- 1956: Wilhelm Tell
- 1956: Lumpazivagabundus
- 1956: Sissi, die junge Kaiserin
- 1957: Scherben bringen Glück
- 1957: Der schönste Tag meines Lebens
- 1958: Eva küßt nur Direktoren
- 1959: Die Halbzarte
- 1959: Brillanten aus Wien (TV)
- 1960: Das große Wunschkonzert
- 1960: Gustav Adolfs Page
- 1961: Anatol (TV)
- 1962: Kaiser Joseph und die Bahnwärterstochter (TV)
- 1962: Forever My Love
- 1962: Der fidele Bauer (TV)
- 1962: Das Mädl aus der Vorstadt (TV)
- 1963: Liliom (TV)
- 1963: Der Schauspieldirektor (TV)
- 1964: Wo bleibt die Moral? (TV)
- 1964: Der Verschwender
- 1964: Die schlimmen Buben in der Schule (TV)
- 1965: Othello, der Mohr in Wien (TV)
- 1965: An der Donau, wenn der Wein blüht
- 1970: Der Feldherrnhügel (TV)
- 1972: Fritz Muliar Schau: Was ist Freundschaft? (TV)
- 1977: Mich hätten Sie sehen sollen! (TV)
- 1983: Ringstraßenpalais (Fernsehserie), Folge: Die Entscheidung
- 1984: Tatort: Mord in der U-Bahn
- 1982–1985: Die liebe Familie (Fernsehserie, 5 Folgen)